# Magni (Motorrad)

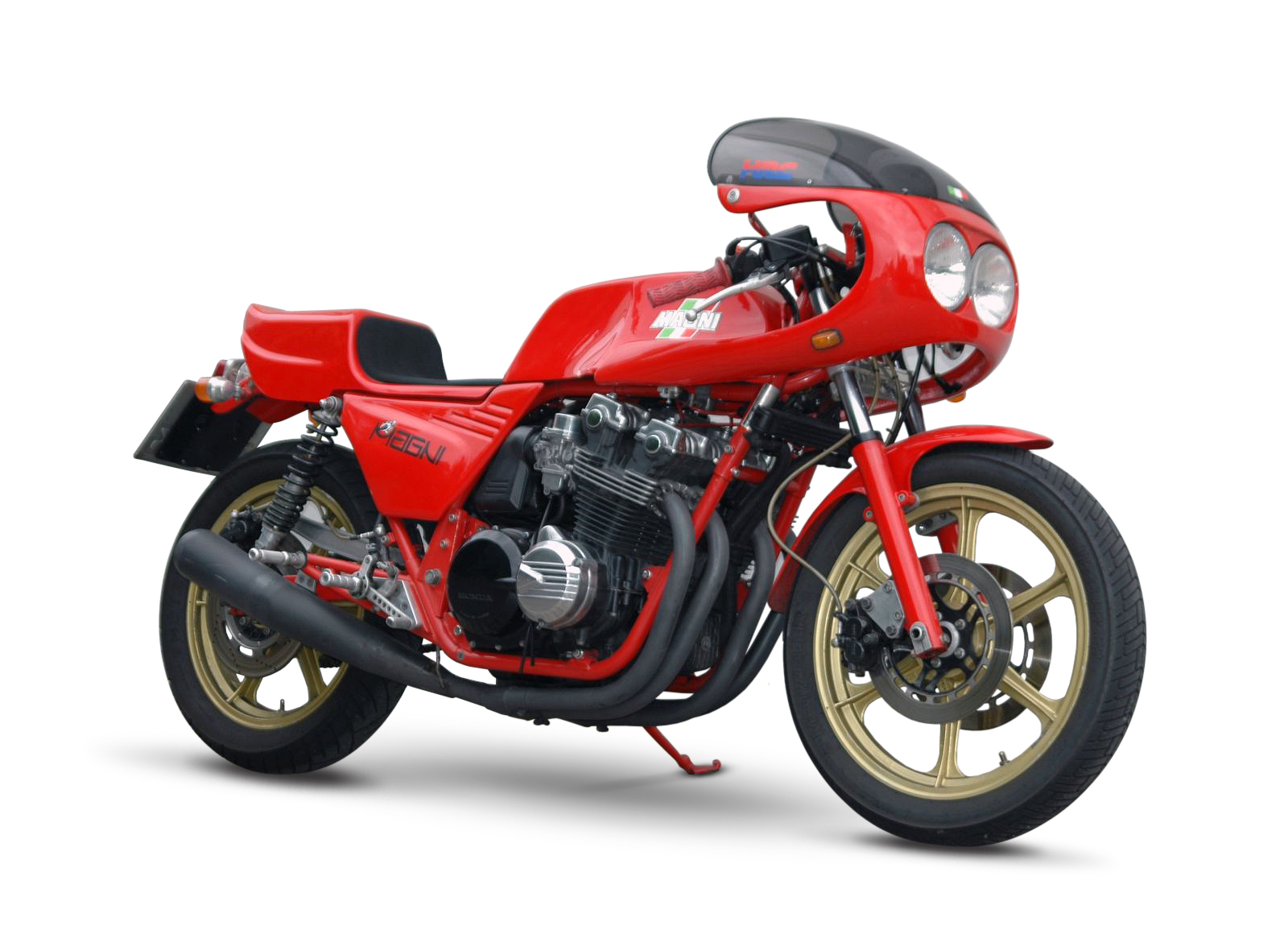
Eine Magni Honda MH2, eines der frühen Modelle des Unternehmens

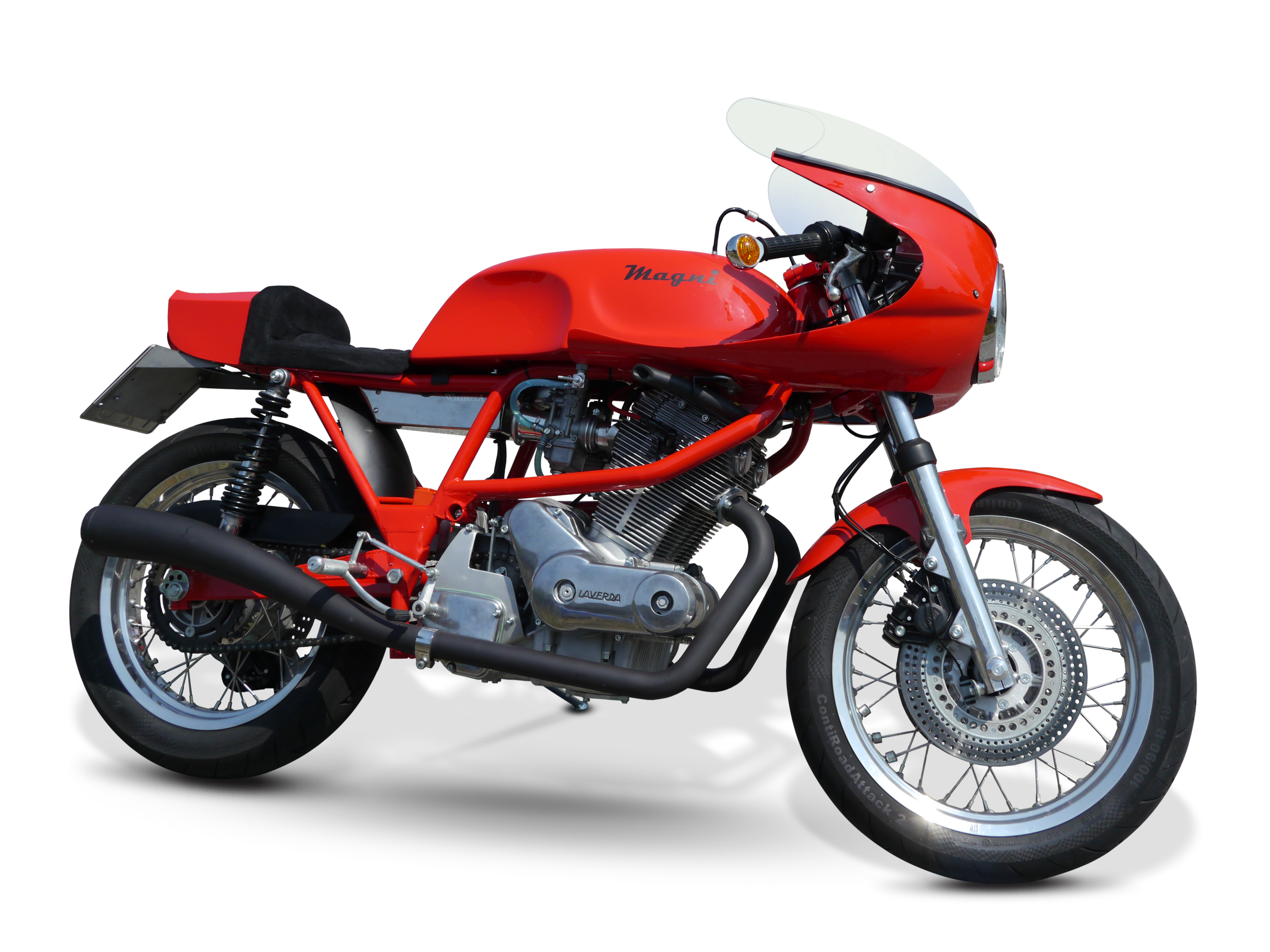
Eine seltene Magni Laverda 750 Zweizylinder

Magni, Eigenschreibweise MaGNI, ausgesprochen [maɲi] (das g ist stimmlos) ist ein italienischer Hersteller von hochwertigen, mit von verschiedenen Herstellern zugelieferten Einbaumotoren ausgestatteten, Motorrädern in Kleinserien. Das Unternehmen hat seinen Sitz in Samarate in der Provinz Varese. Magni baut nicht nur Motorräder, die seinen Namen tragen, sondern stellt auch Sonderanfertigungen her und liefert Spezialteile für die Restaurierung klassischer MV Agusta-Motorräder.

## Geschichte

### Das Unternehmen

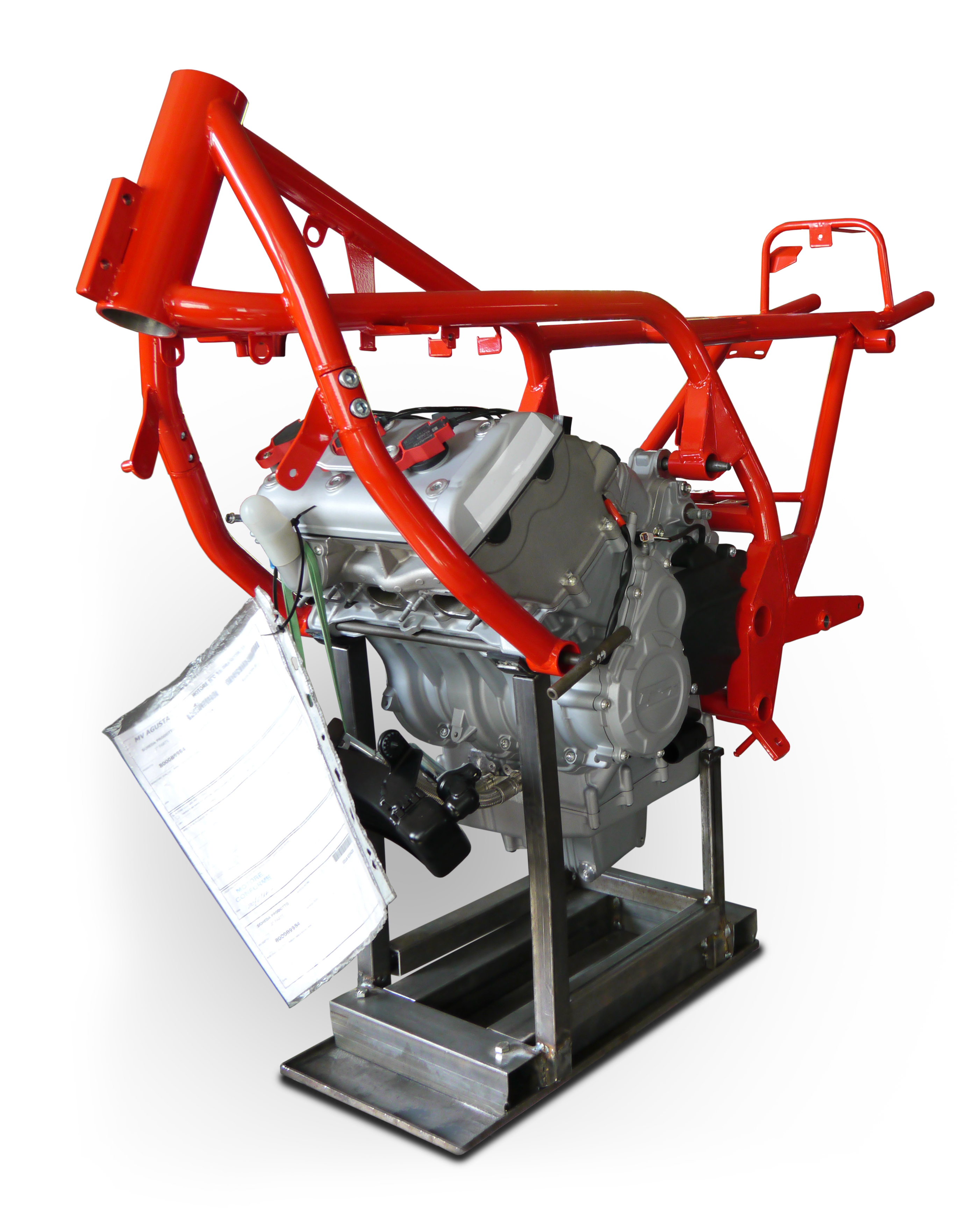
Einer, der von MAGNI entwickelten Brückenrohrrahmenahmen (mit vormontiertem Motor einer MV Agusta F4)

Arturo Magni, (* 24. September 1925 in Usmate Velate; † 2. Dezember 2015 in Samarate) begann seine Karriere im Motorradsektor 1947 in der Rennabteilung von Gilera. 1950 wechselte er in die Rennabteilung „Reparto Corse“ von MV Agusta, wo er als Cheftechniker und Rennleiter arbeitete, bis sich MV Agusta im Jahr 1977 aus der Motorrad-Weltmeisterschaft, zurückzog.
Noch im gleichen Jahr gründete er zusammen mit seinen Söhnen die Werkstatt „Elaborazioni Magni“. Das Unternehmen stellte anfangs Spezialteile für Standard-MV-Agustas her. Der anspruchsvollste und von den Kunden am häufigsten gewünschte Umbau bestand darin, den schweren Kardanantrieb der MV Agusta 750 S durch einen sportlicheren Kettenantrieb zu ersetzen. Später konstruierte und baute er erste Rahmen aus Chrom-Molybdän-Stahl für dieses Modell.
Das Fahrwerk zeigte hervorragende dynamische Eigenschaften und veranlasste Magni ab 1980, sein erstes eigenes Motorrad, die MH1 zu bauen, ausgestattet mit einem Vierzylinder-Honda CB900F Bol d'Or-Motor. Auf die MH1, die noch viele Gemeinsamkeiten mit dem Honda-Modell aufwies, von der sie abstammt, folgte die MH2, bei der nur noch der Motor „von außerhalb kam“. Dieses Modell war erfolgreich und erreichte eine Produktion von rund 300 Stück.
Später kamen noch BMW-Motoren zum Einsatz in den Modellen MB1 und MB2. Schließlich widmete er sich ab 1985 den Moto-Guzzi-Motoren und baute diese erfolgreich in seine Fahrwerke ein. Die Motorräder werden unter dem Namen Magni vermarktet. Daher ist Magni als eigenständige Motorradmarke zu betrachten und nicht als Tuner, obwohl gerade in jüngerer Vergangenheit auch Tuningteile für MV-Agusta-Motorräder produziert werden.
Nach dem Tod von Arturo Magni werden in Samarate weiterhin Motorräder gefertigt, wobei Arturo Magnis Sohn Giovanni mittlerweile das Unternehmen leitet.

### Das Werk
Das Werksgelände beim alljährlichen Magni Owners Meeting. Das erste Bild zeigt Arturo Magni (2. v. Links) in seinem Werk in Samarate (2013). Die restlichen Bilder stammen aus dem Jahr 2017

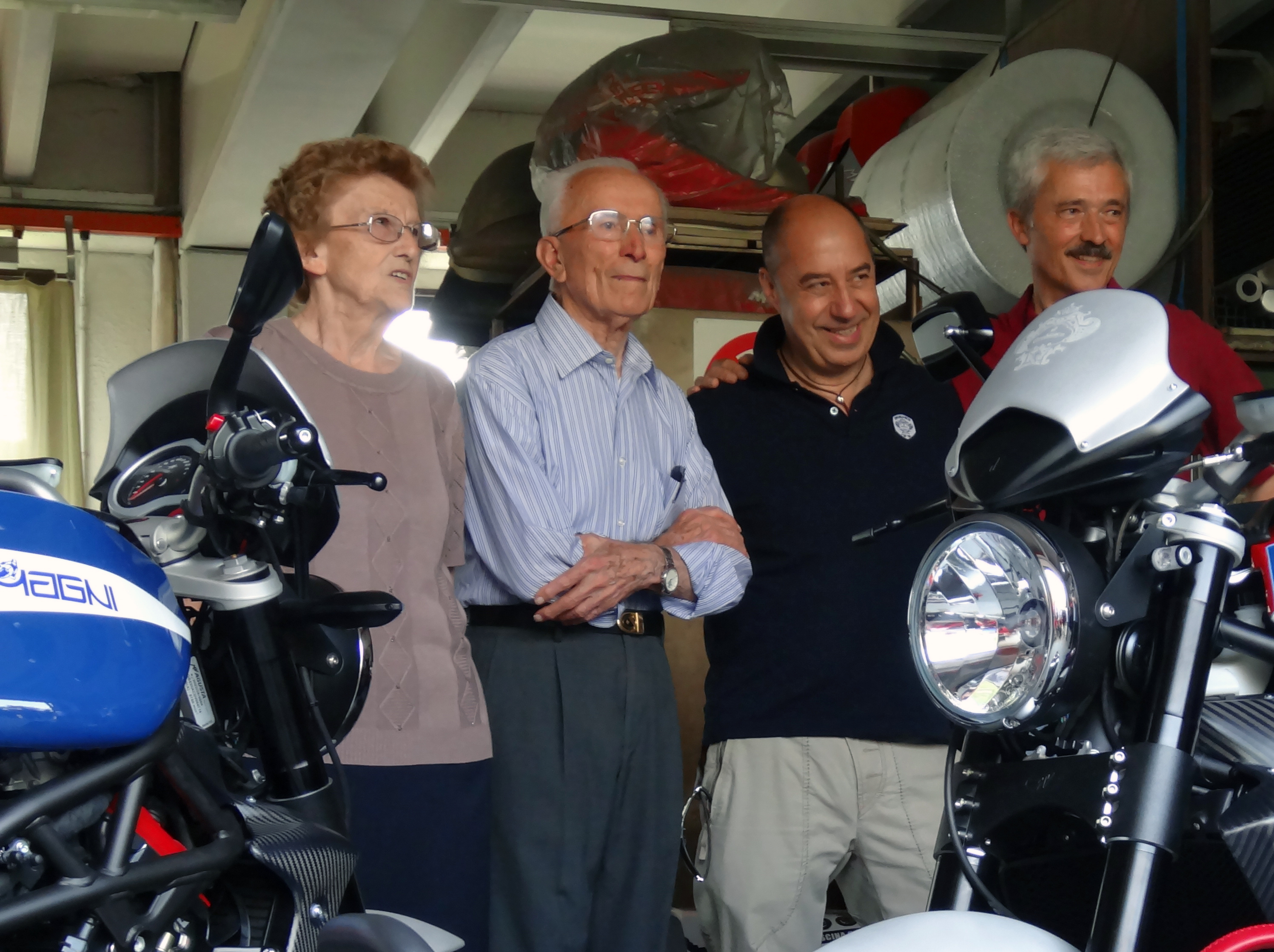
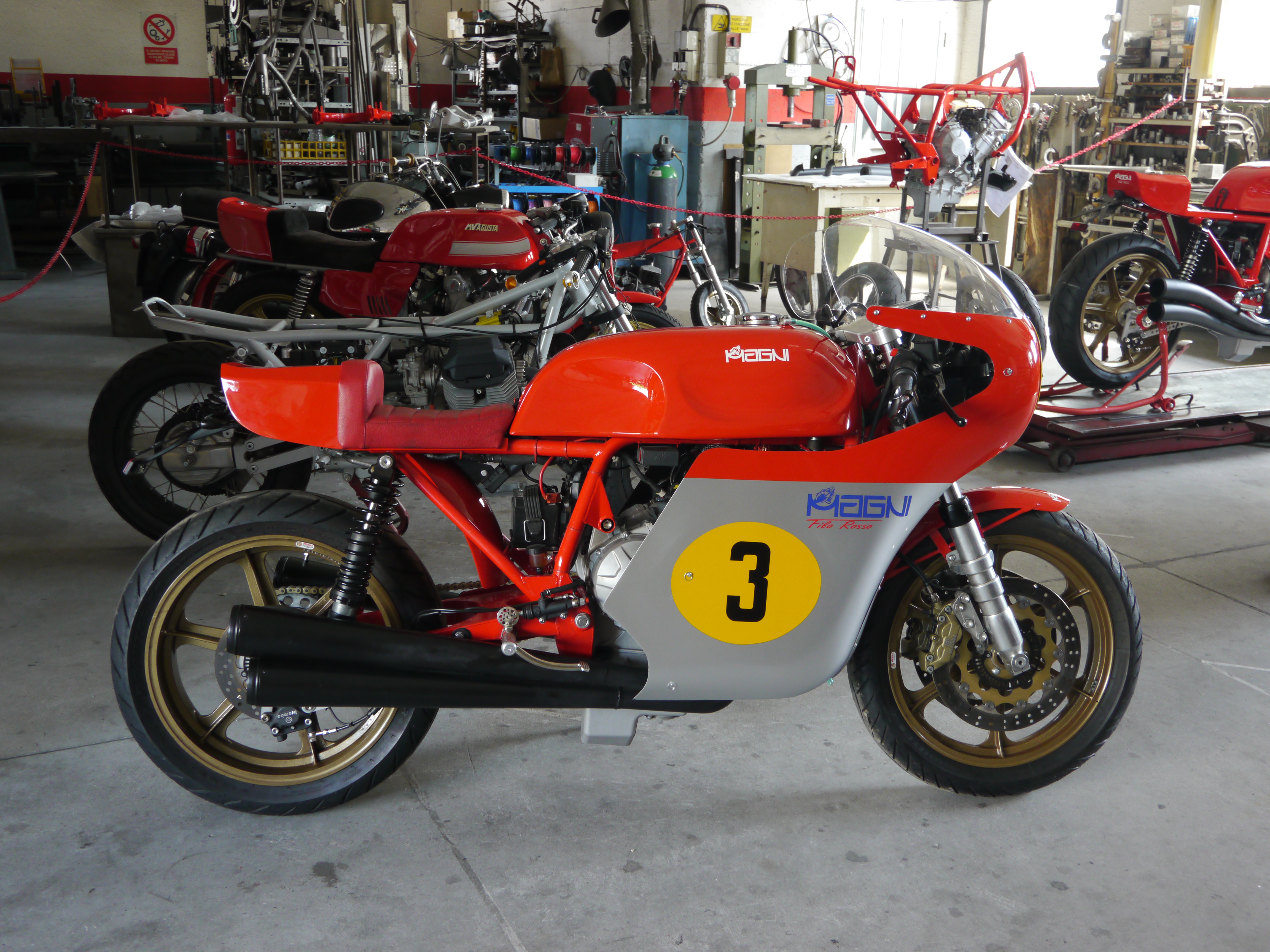
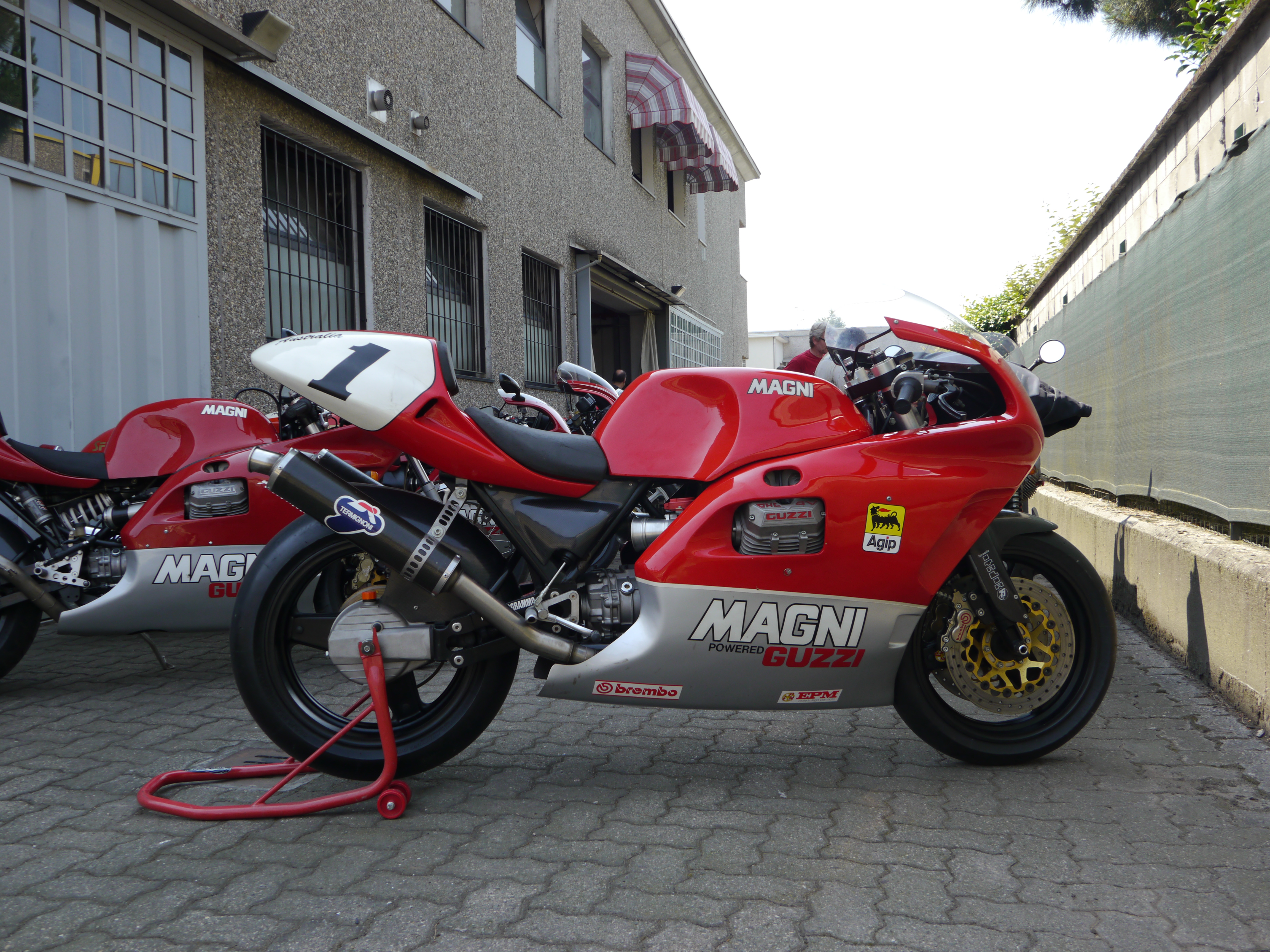
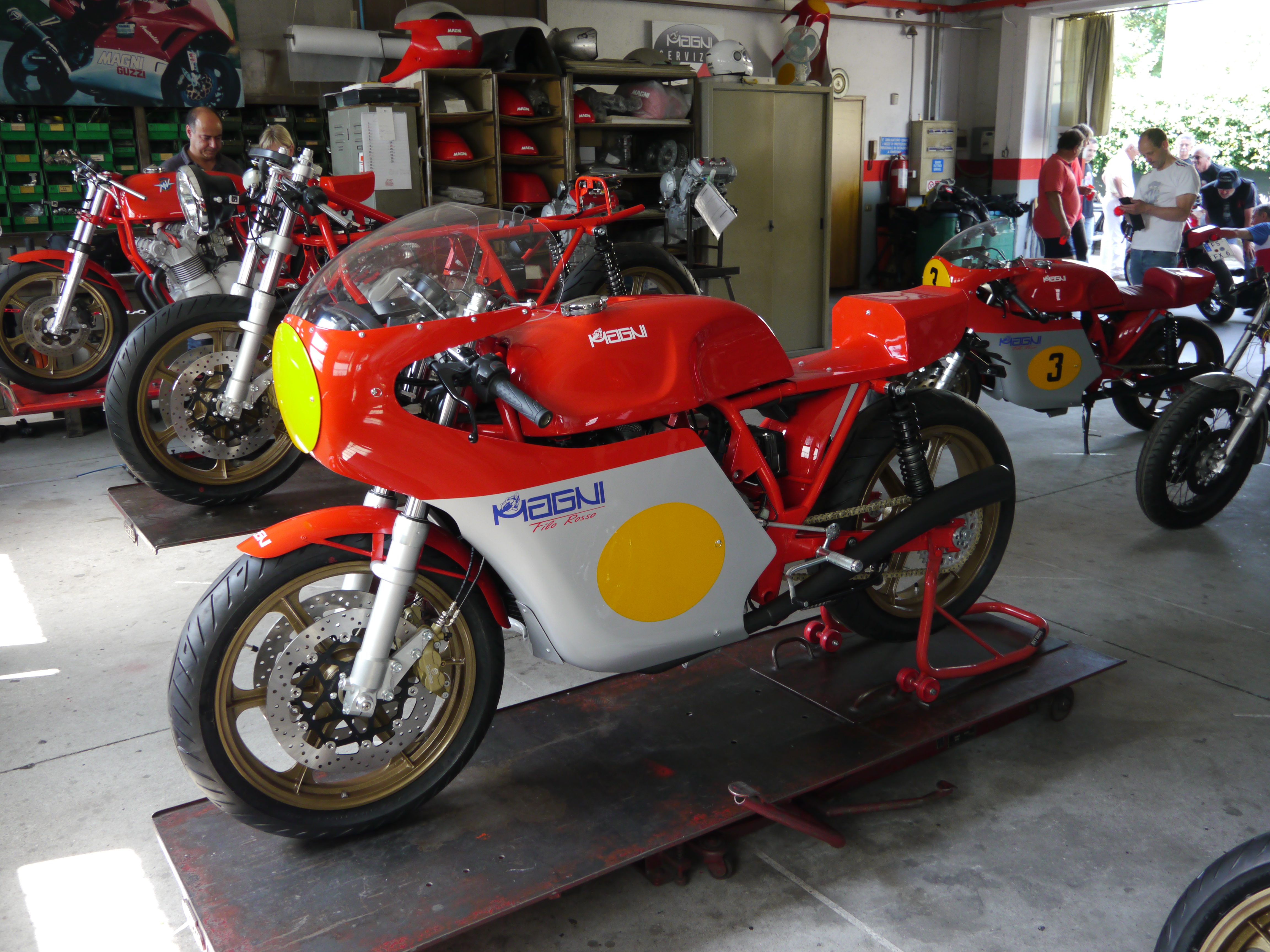
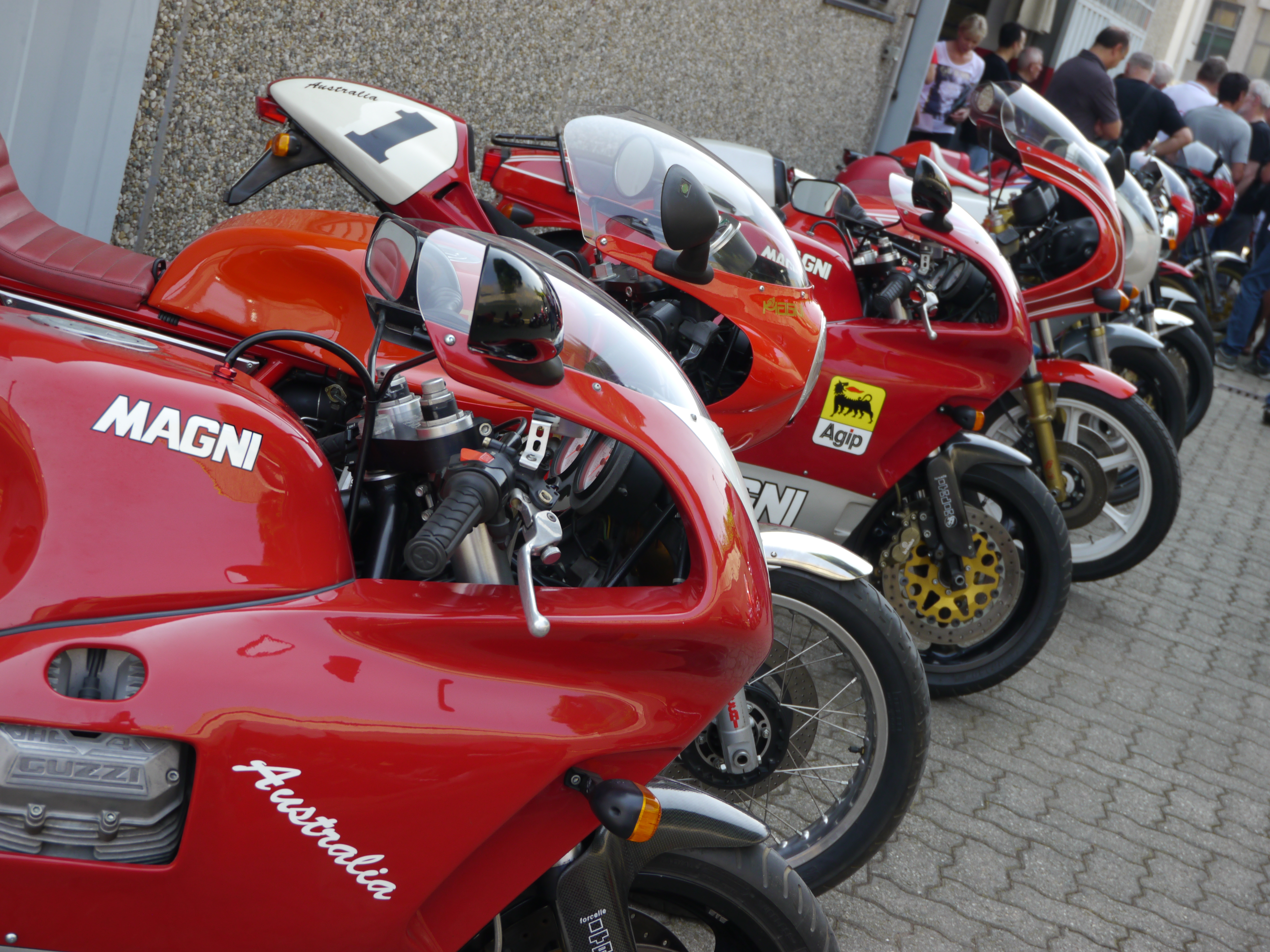
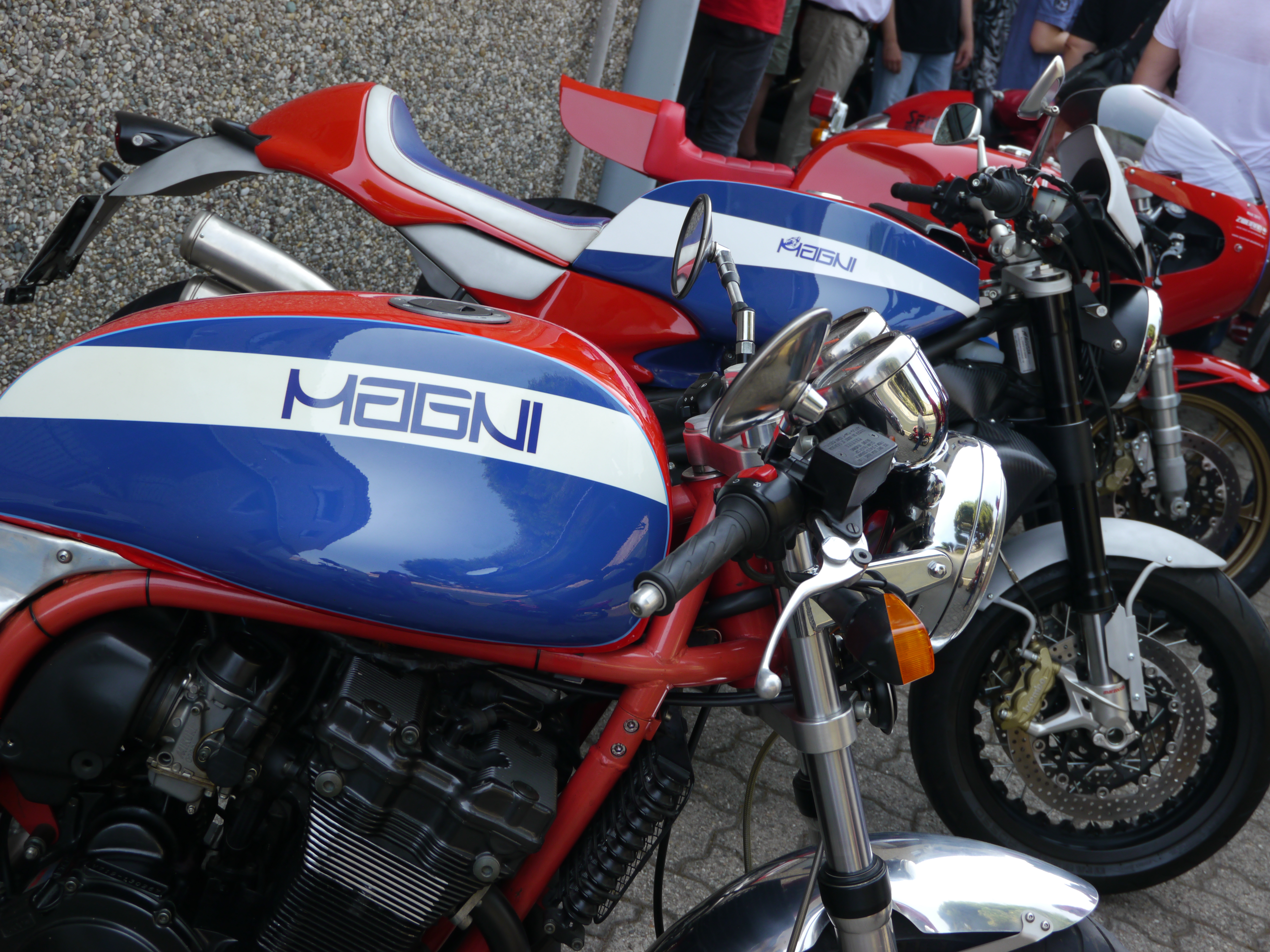
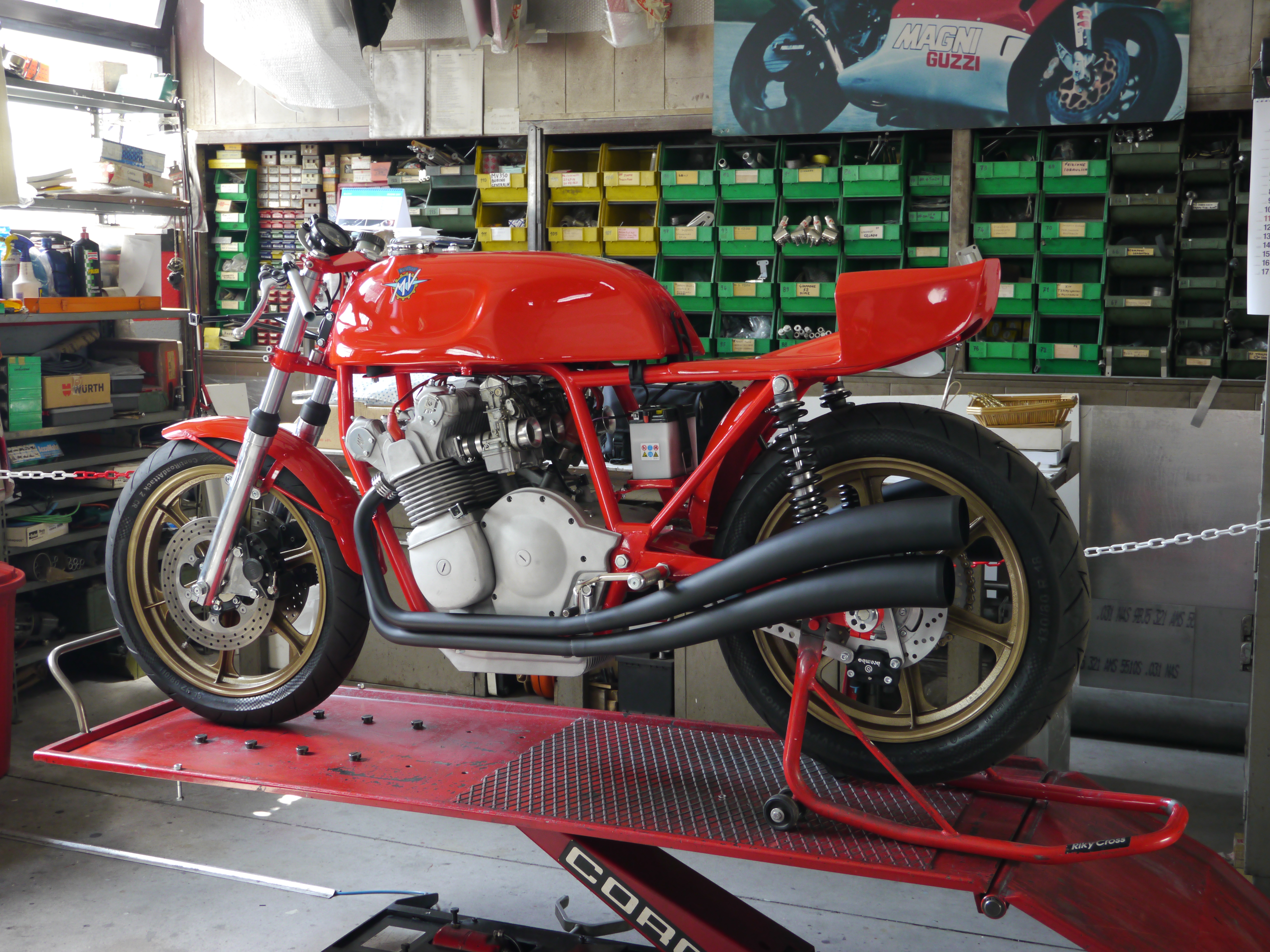

## Modelle

### Moto Guzzi

#### Australia
Dieses Modell hat seinen Namen in Erinnerung an Rennerfolge mit diesen Maschinen bei Thunder-Bike-Rennen in Australien erhalten. Eine besondere Entwicklung ist die Hinterrad-Schwinge il parallelogrammo, mit der Magni versuchte, die Lastwechselreaktionen zu minimieren. Diese treten in Motorrädern auf, deren Kurbelwelle in Fahrtrichtung angeordnet ist. Bei Magni sind nur die Modelle mit Moto-Guzzi Motoren mit dieser Schwinge ausgestattet, da die BMW bereits vor der Entwicklung dieses Bauteils aus dem Portfolio verschwanden.

#### Sfida
1989 stellte Magni die Sfida 1000 vor (ital.: „Herausforderung“). Die Maschine verwendete weiterhin den Guzzi Le Mans 1000-Motor und war im Design an die italienischen MV- und Gilera-Rennmaschinen der 1960er Jahre angelehnt. Die Maschinen waren mit einem handgetriebenen Aluminium-Kraftstofftank, einem gewölbten Rennsitz und einer Halbschalenverkleidung ausgestattet. Es wurden rund 58 Sfida 1000-Modelle hergestellt.

#### Giappone 52
Die Giappone 52 (ital.: „Japan 52“) war eine limitierte Auflage, die 1998 anlässlich des 50. Jubiläums des japanischen Magni-Importeurs Fukuda Motors und zum 20-jährigen Bestehen der Firma Magni produziert wurde. Die Maschine war eine vollverkleidete Version der Sfida mit dem 2-Ventil-Motor mit 1064 cm³ und Weber-Marelli-Kraftstoffeinspritzung. Das Modell ist an den Ausbuchtungen in der Verkleidung erkennbar, die die Zylinderköpfe abdecken. Von diesem Modell wurden 52 Exemplare hergestellt.

#### Experience
Das Experience-Projekt wurde 2011 ins Leben gerufen, als Magni beschloss, ein Motorrad zu bauen, das beim Bol d’Or Classic dieses Jahres teilnehmen soll. Magni durfte seine Maschine beim Rennen einsetzen, trotz der Regelung, dass eigentlich nur Motorräder aus den 1980er Jahren zugelassen sind (das Ergebnis ist außerhalb der Wertung geblieben). Die Experience basierte auf dem ersten von Magni für einen Moto Guzzi-Motor gebauten Chassis (mit dem luftgekühlten Guzzi 1100er). Als Hinterrad-Schwinge wurde die il parallelogrammo verbaut, ein Magni-Patent, das erstmals bei der ersten Magni mit Guzzi-Antrieb, der LeMans von 1985, zum Einsatz kam. Der Auspuff war handgefertigt, die Felgen bestanden aus Magnesium. Insgesamt wurde Die Experience im Einklang mit dem historischen Bezugszeitraum aufgebaut. Auf Kohlefaser wurde verzichtet, die Scheibenbremsen waren nicht schwimmend und hatten zwei Kolben, während die 40-mm-Gabel ein klassisches Design hatte (also keine Upside-down-Gabel). Die vom Guzzi 72-Team zum Bol d'Or gebrachte Experience erreichte den siebten Platz.

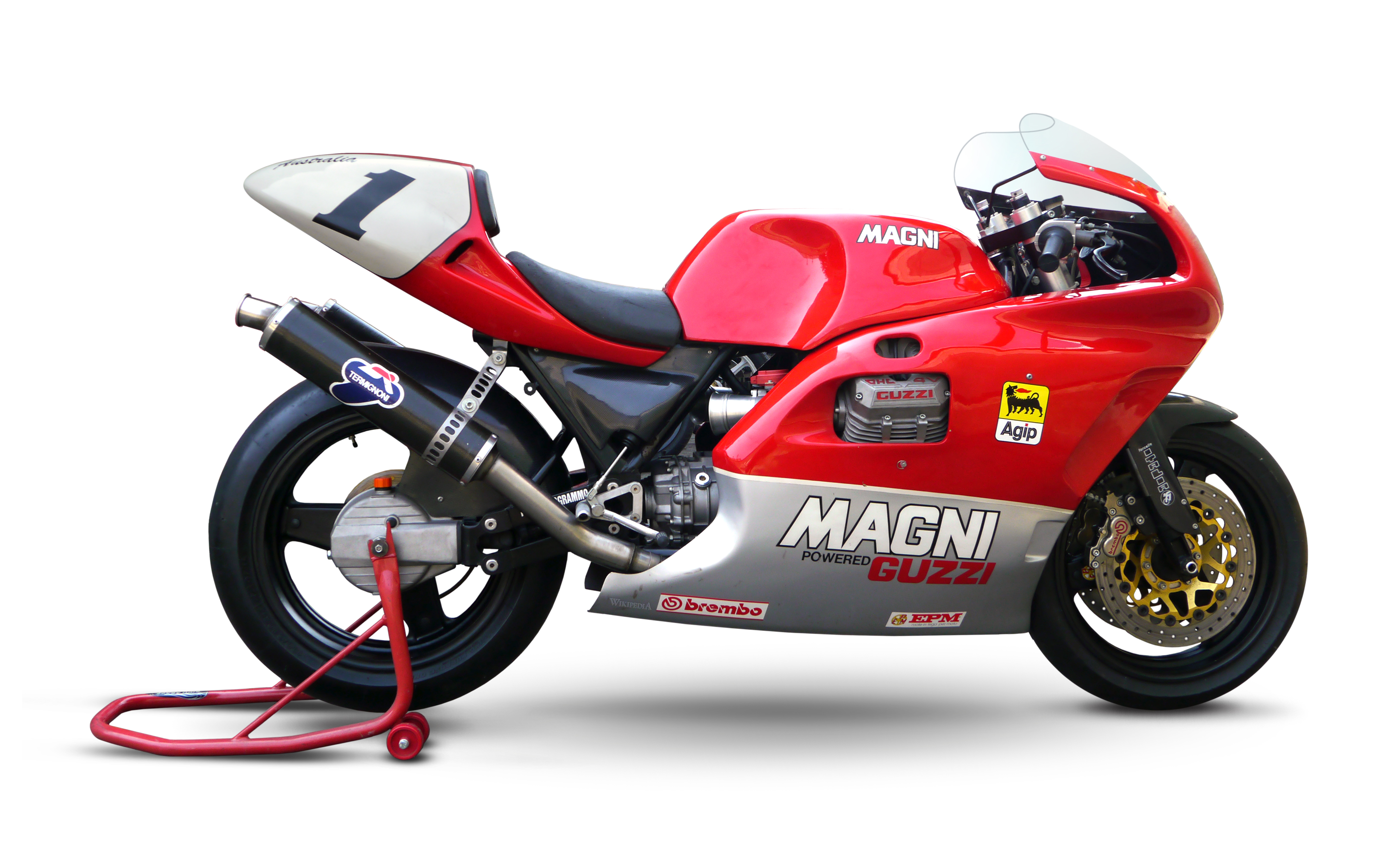
Magni Moto Guzzi Australia
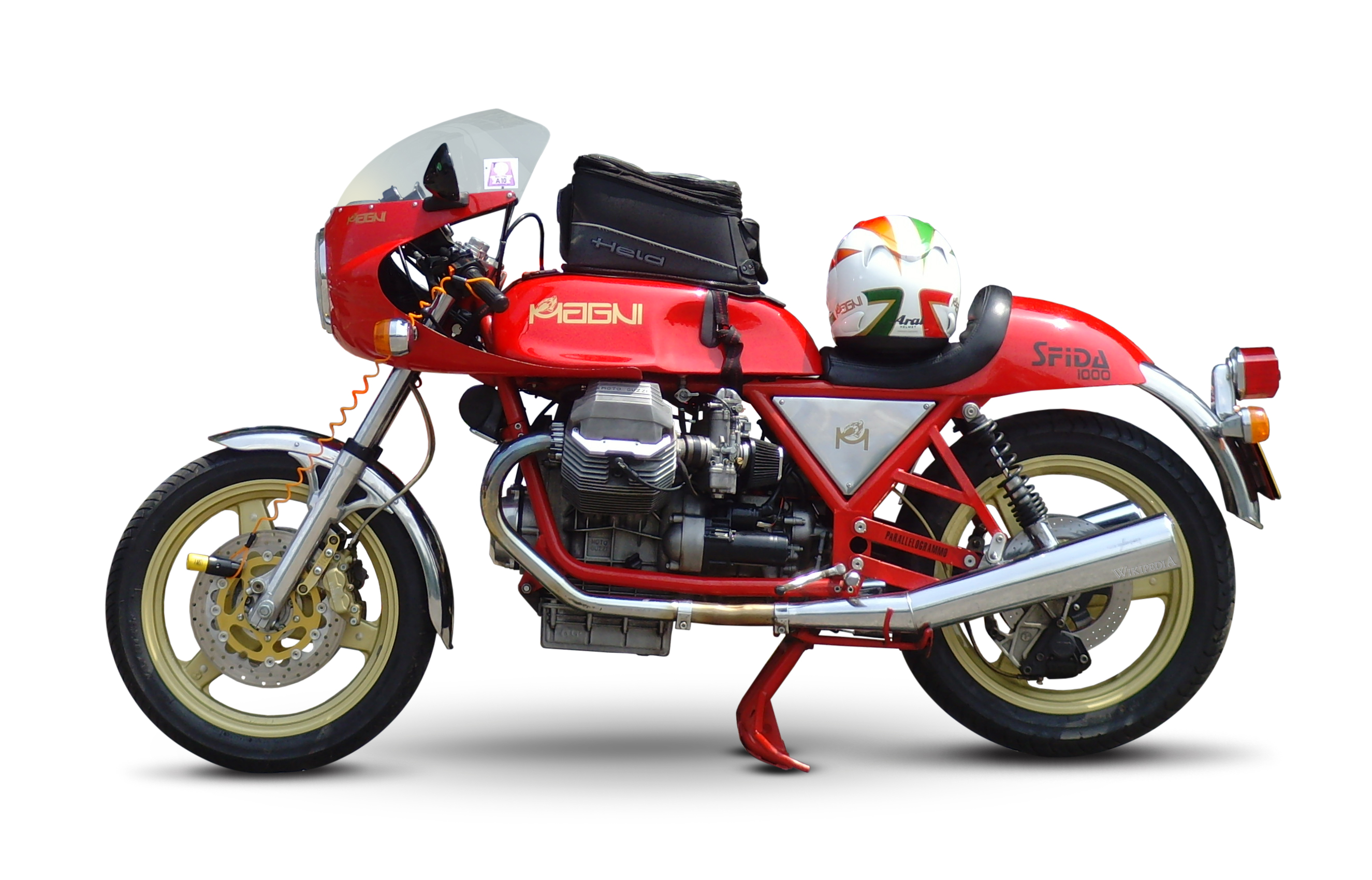
Eine Sfida 1000 mit der speziellen Hinterradschwinge
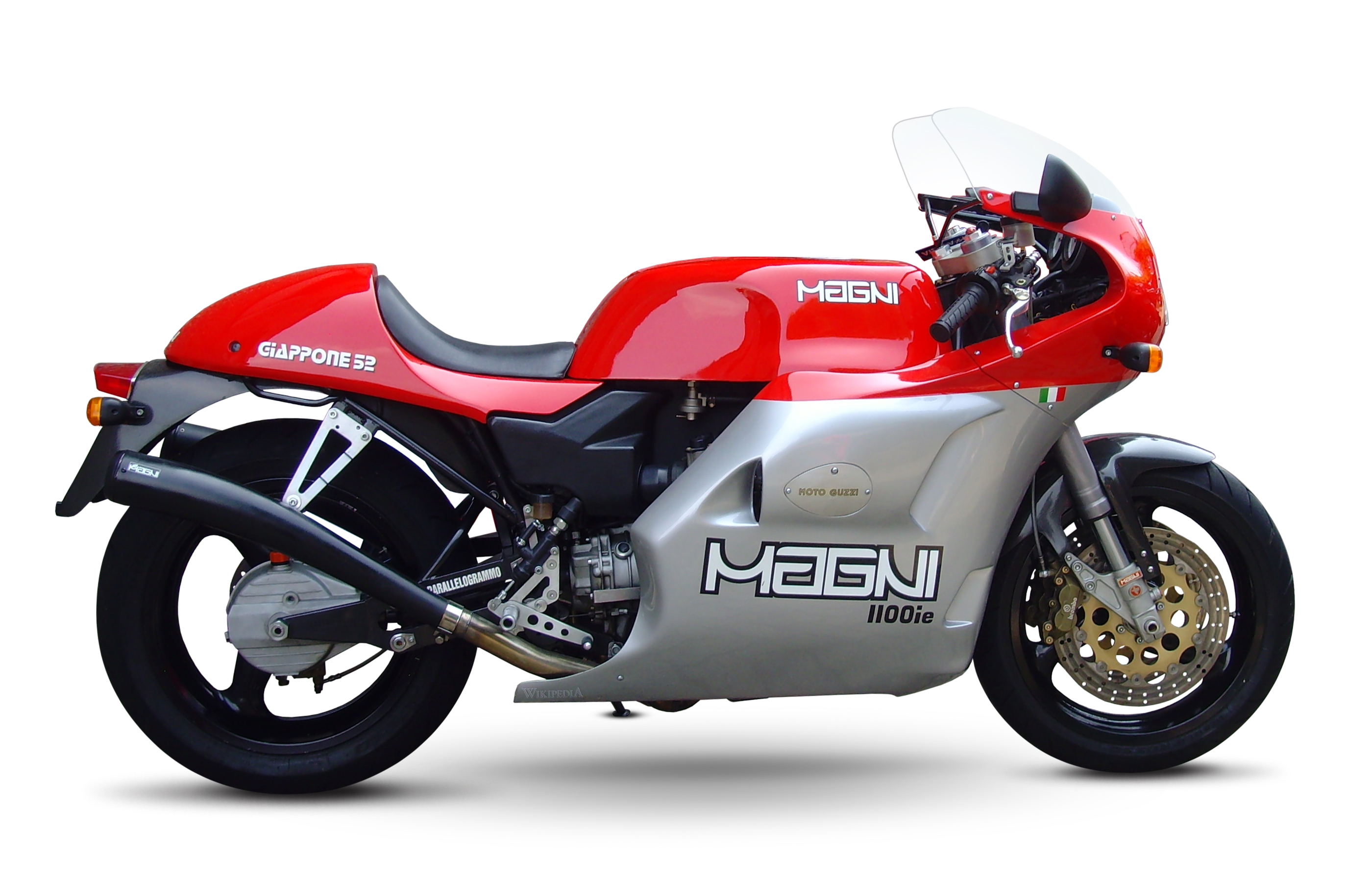
Das Jubiläims-Modell Magni Giappone 52
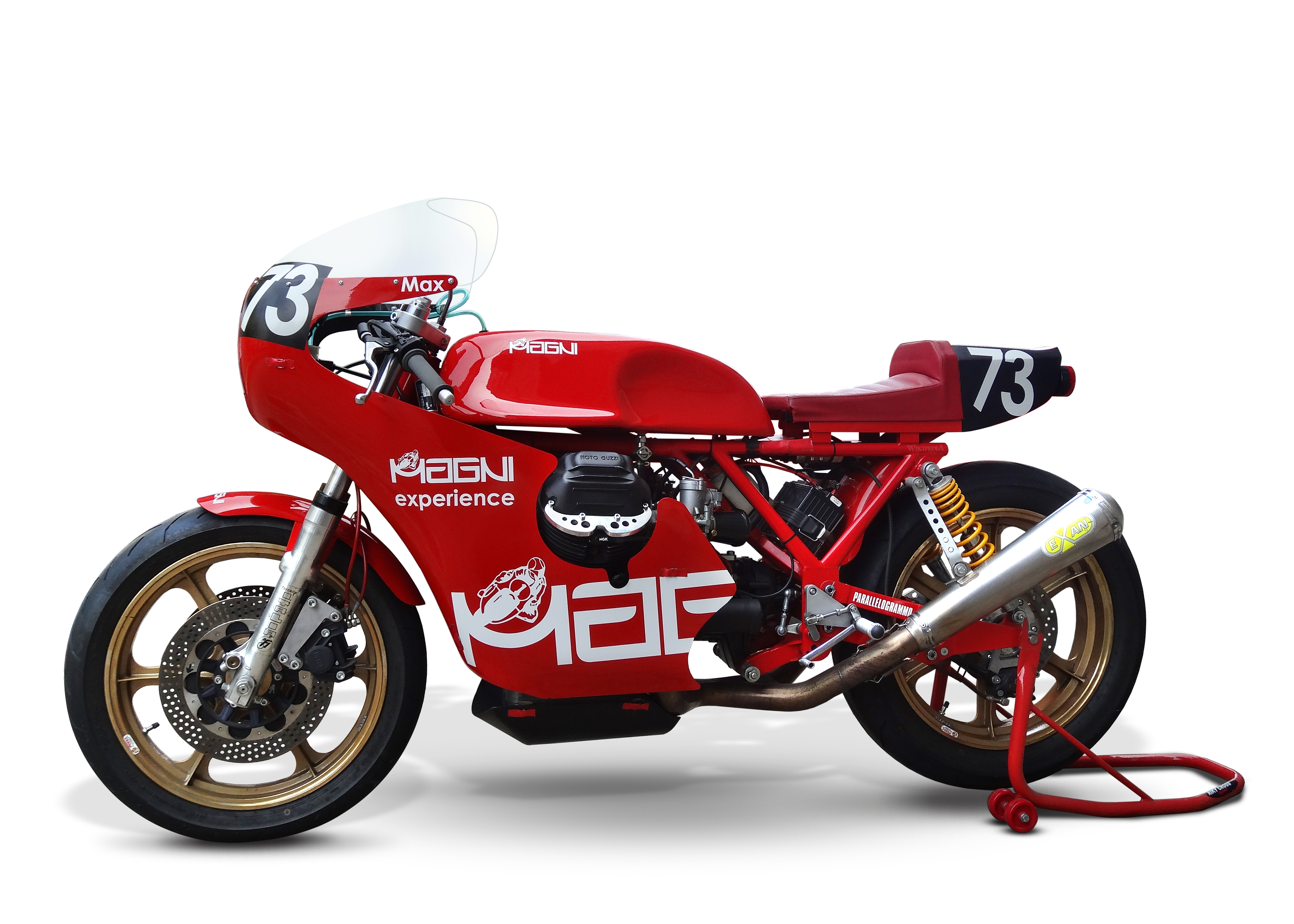
Magni Experience 1100, ein Einzelstück für den Renneinsatz

### Magni-BMW
Nach dem Erfolg der Maschinen mit Honda-Motoren regte Magnis deutscher Importeur Hansen & Schneider ein Modell mit BMW-Boxermotor an. Magni stimmte zu und 1982 gingen die MB1 und MB2 mit den 1000-cm³-Motoren der BMW R100 in Produktion. Die MB1 war ein Naked Bike (mit einer kleinen Lenker-Verkleidung) und verwendete die Federung und Räder von BMW, während die MB2 eine große Verkleidung, eine Gabel von Forcella Italia (ehemals Ceriani) und EPM-Felgen hatte. Die Produktion wurde eingestellt, als BMW das Vierzylinder-Modell K100 auf den Markt brachte und den Boxermotor einstellte. Es wurden insgesamt 150-MB-Einheiten produziert, aber die Verkäufe waren schleppend, das letzte Exemplar wurde erst zehn Jahre später verkauft. Arturo Magni sagte über die schlechten Verkaufszahlen: „Sie scheinen zu glauben, dass ein europäischer Fahrwerkshersteller sicherlich besser sein könnte als Honda oder ein anderer japanischer Hersteller, aber das Gleiche könnte nie für ihre geliebten BMWs gelten.“

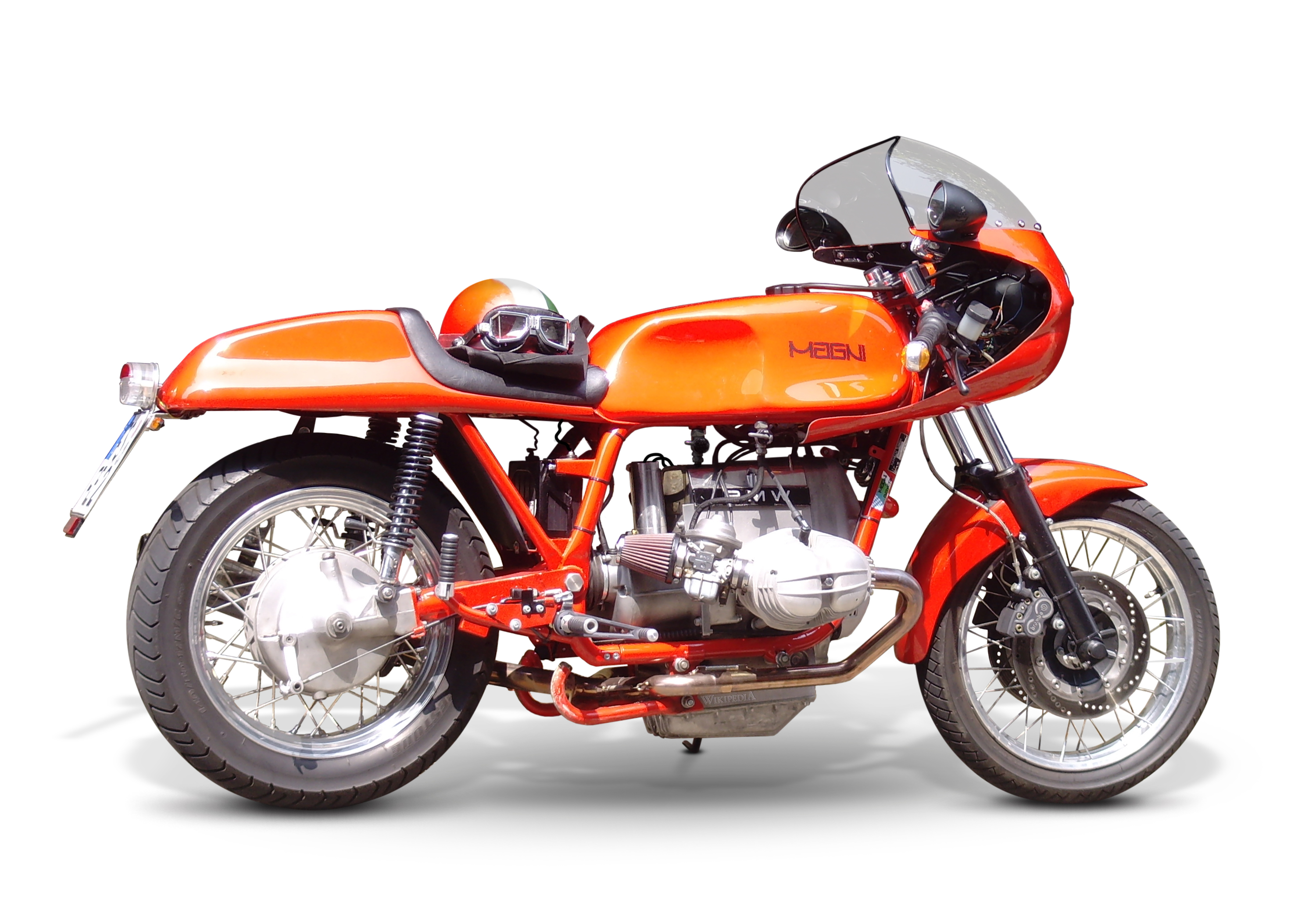
Magni-BMW 1000 MB1 (1983–1984)
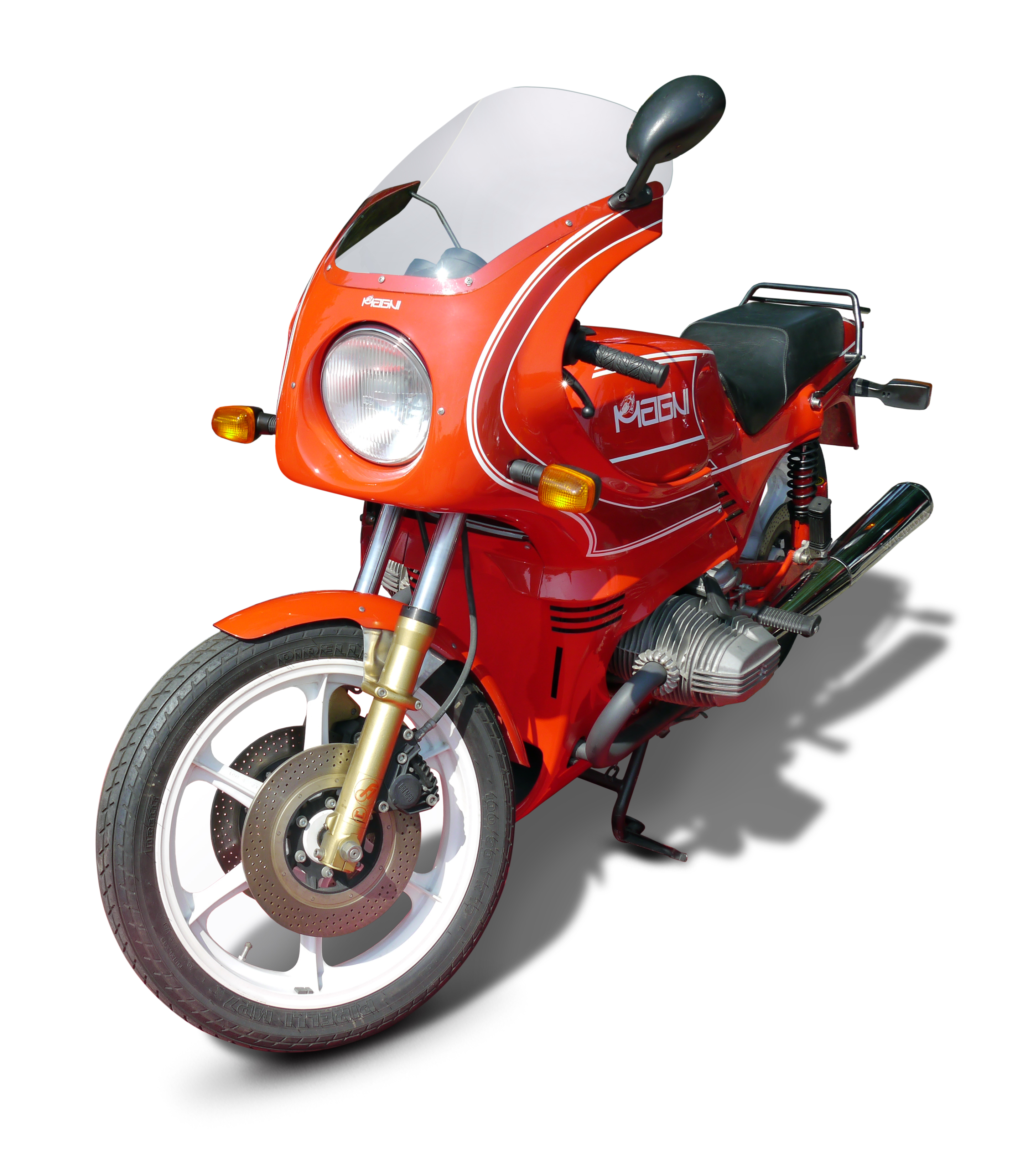
Das Nachfolgemodell MB2

### Magni-Suzuki
Angesichts anhaltender Lieferprobleme mit Motoren und Zweifeln über die Zukunft von Moto Guzzi wegen der Übernahme durch Aprilia suchte Magni nach einer Quelle für neue Motoren für zukünftige Modelle. Der 750-cm³-Vierzylinder der neu eingeführten MV Agusta F4-Serie wurde in Betracht gezogen, aber mindestens zwei Jahre lang konnten keine Motoren geliefert werden. Es wurde eine Vereinbarung mit Suzuki getroffen, um Motoren zu liefern, wie sie in der 1200-cm³-Bandit verwendet wurden. Das neue Modell, die Sport 1200 S, wurde mit diesem Motor auf den Markt gebracht. Die Maschine war so gestaltet, dass sie optisch die MV Agusta 750 S aus den 1970er-Jahren wiederbelebte, einschließlich der rot-weiß-blauen Lackierung.

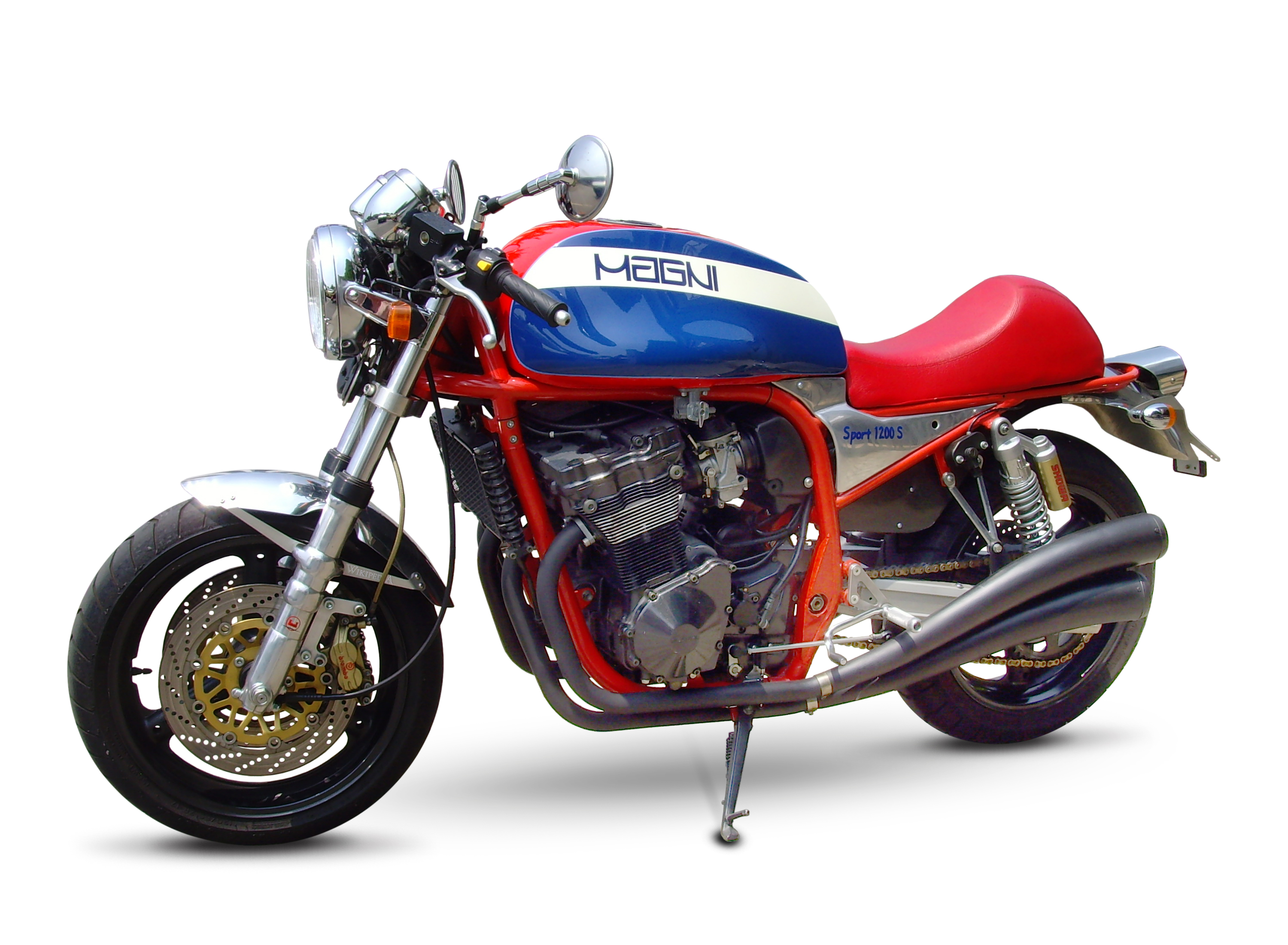
Magni Sport 1200 S auf Suzuki-Basis (GSX-Motor)
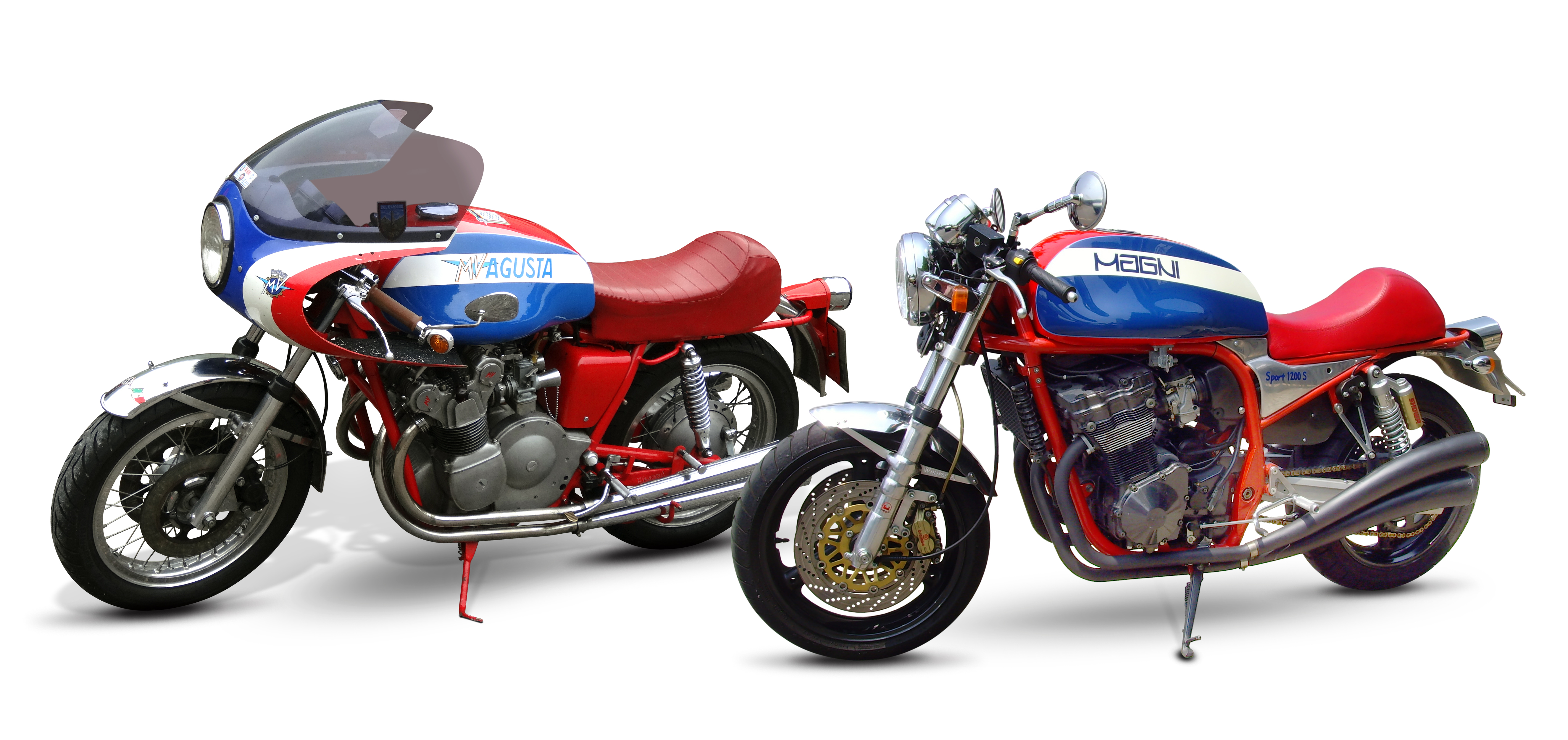
Die MV Agusta 750 S (links) im Vergleich zur Magni 1200 S (rechts)

### Magni-MV-Agusta

#### Storia
2013 erneuerte Magni seine Partnerschaft mit MV Agusta. Die Storia (ital.: „Geschichte“), die das Fahrwerk und den Motor der MV Brutale 1090 verwendete, wurde 2013 erstmals vorgestellt und im Frühjahr 2014 in den Handel gebracht. Das Modell hat einen handgefertigten Aluminiumtank, der dem Tank der 750S ähnelt, einen neuen hinteren Hilfsrahmen und Sitz, Alu-schutzbleche und Kineo-Speichenräder. Eine Version in limitierter Auflage wurde in Zusammenarbeit mit Orobianco, einer italienischen Mode- und Accessoire-Marke, produziert. Die Storia Orobianco war mit einem Sitz aus Krokodilleder und RIZOMA-Accessoires ausgestattet. Passendes Gepäck von Orobianco war erhältlich.

#### Filo Rosso
Das Modell Filo Rosso („roter Faden“) wurde erstmals 2014 auf der Mailänder EICMA-Messe gezeigt und hatte ein Jahr später seine Markteinführung. Die vollverkleidete Maschine verwendete den 800-cm³-Dreizylindermotor der MV Brutale in einem klassischen Magni-Doppelschleifenrahmen mit zwei Stoßdämpfern und wurde so gestaltet, dass sie den klassischen MV-GP-Dreizylindermaschinen ähnelte, die von Giacomo Agostini verwendet wurden. Mit dem Brutale-Motor wurde auch ein Naked Bike aufgelegt, die F750S Tributo, die so gestaltet war, dass sie erneut optisch der MV Agusta 750 S ähnelte. 2018 wurde eine limitierte Version der Filo Rosso vorgestellt, die Black Edition. Wie der Name schon sagt, ist die Karosserie schwarz lackiert.

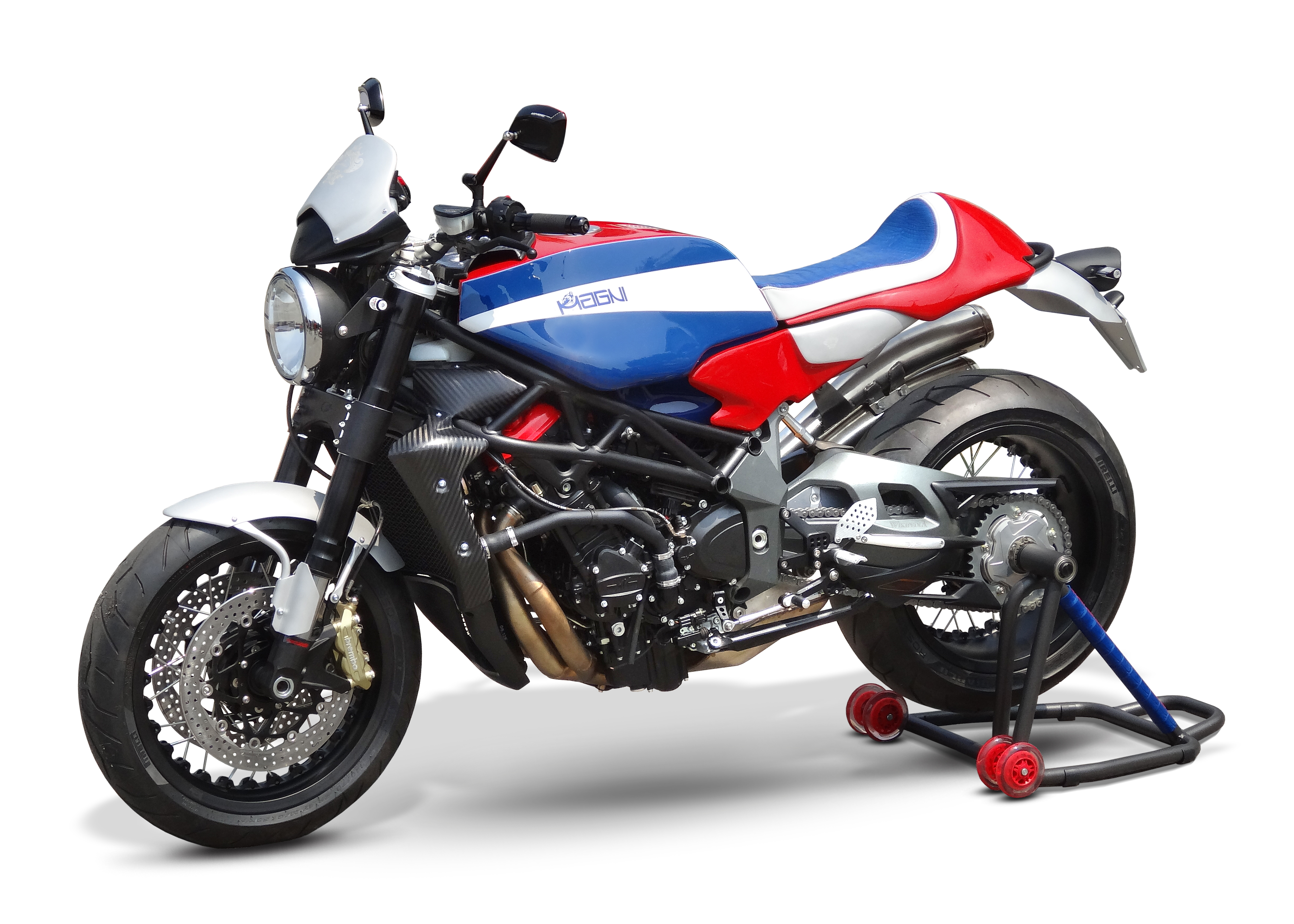
Magni „Storia“ auf Basis der MV Agusta Brutale
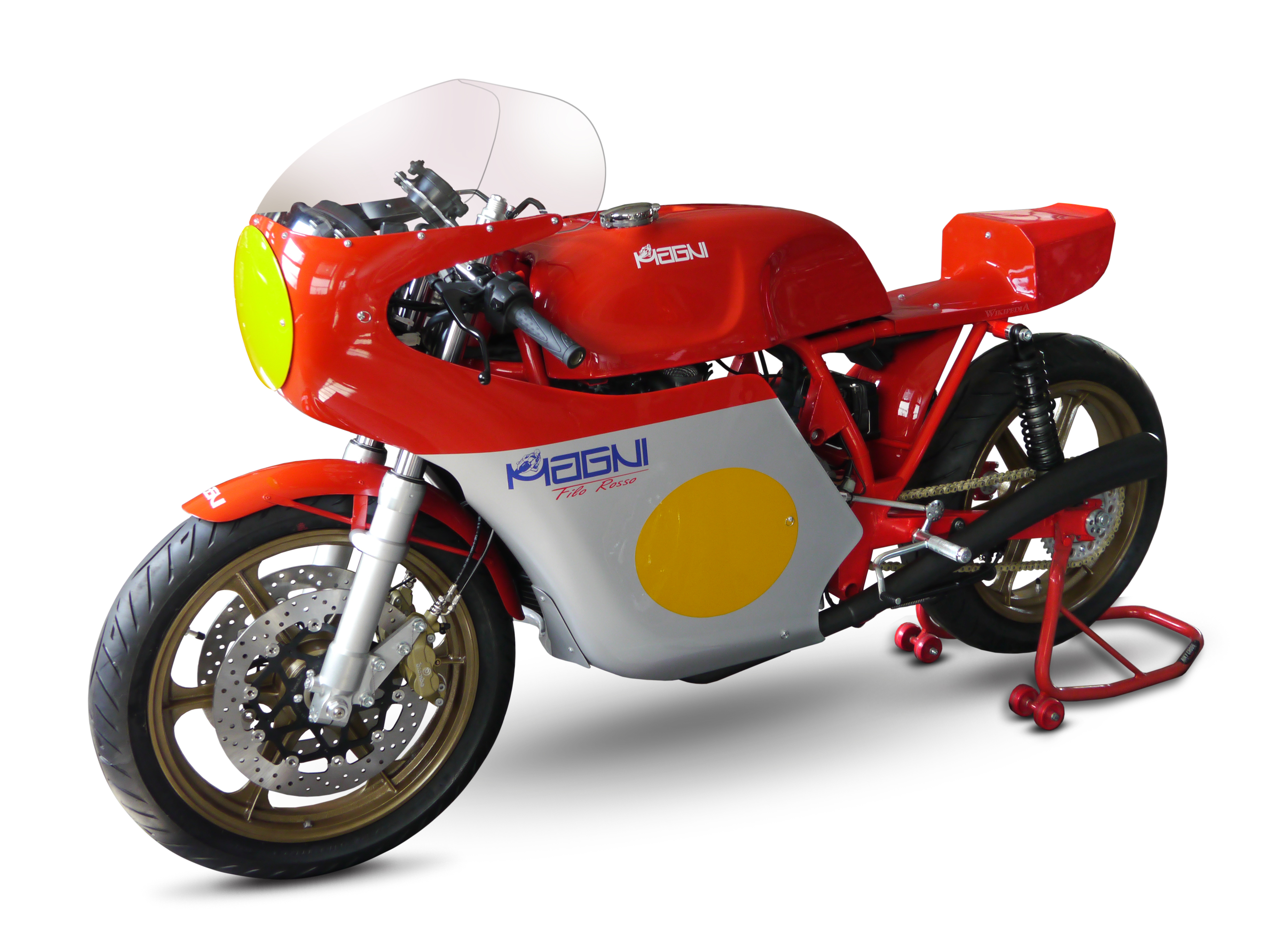
Eine Maschine auf MV-Agusta-Basis, aus der Serie „Filo Rosso“ (roter Faden)

## Übersicht (Liste)
(in chronologischer Reihenfolge)
- Magni-Honda MH 1
- Magni-Honda MH 2
- Magni-BMW MB 1
- Magni-BMW MB 2

- Magni-Guzzi LeMans 1000
- Magni-Guzzi Classic 1000
- Magni-Guzzi Arturo 1000
- Magni-Guzzi Sfida 1000
- Magni-Guzzi Sfida 400
- Magni-Guzzi Australia 93
- Magni-Guzzi Sfida Ottovalvole i. e. (Prototyp)
- Magni-Guzzi Sfida 1100 i. e.
- Magni-Guzzi Sfida 1000 4v
- Magni-Guzzi Australia 98
- Magni-Guzzi Giappone 52
- Magni-Guzzi Sfida 1000-Sfida/California (Einzelanfertigung)
- Magni-Sport 1200 S
- Magni-R3

In der Magni R3 wurde zum ersten Mal in der Firmengeschichte ein BSA/Triumph-Dreizylindermotor verbaut und am 4./5. Mai 2012 bei der 4th Quail Motorcycle Gathering in Carmel Valley, Kalifornien vorgestellt.
- Magni-STORIA

Am 16. Juni 2013 stellte Giovanni Magni im Rahmen des 20. MV Agusta Revival und des 9. Magni Owners Meeting in Cascina Costa zwei Versionen der Magni STORIA der Öffentlichkeit vor.
- Magni-Filo Rosso

Seit Mitte der 1970er Jahre wurden gebaut:
- Magni-MV Agusta 832
- Magni-MV Agusta 860
- Magni-MV Agusta 861
- Magni-MV Agusta 862
- Magni-MV Agusta Mini-Bike

Rennmotorräder:
- Magni-Experience mit Moto-Guzzi-Motor
  - 12. Juni 2011: der Öffentlichkeit in Cascina Costa / 7. Magni-Meeting vorgestellt
  - 10. September 2011: erster Renneinsatz bei der neunten Bol d’Or Classic in Magny-Cours